# Ceratosolen emarginatus
Ceratosolen emarginatus is een vliesvleugelig insect uit de familie vijgenwespen (Agaonidae). De wetenschappelijke naam is voor het eerst geldig gepubliceerd in 1906 door Mayr.